# Фенікс (космічний апарат)

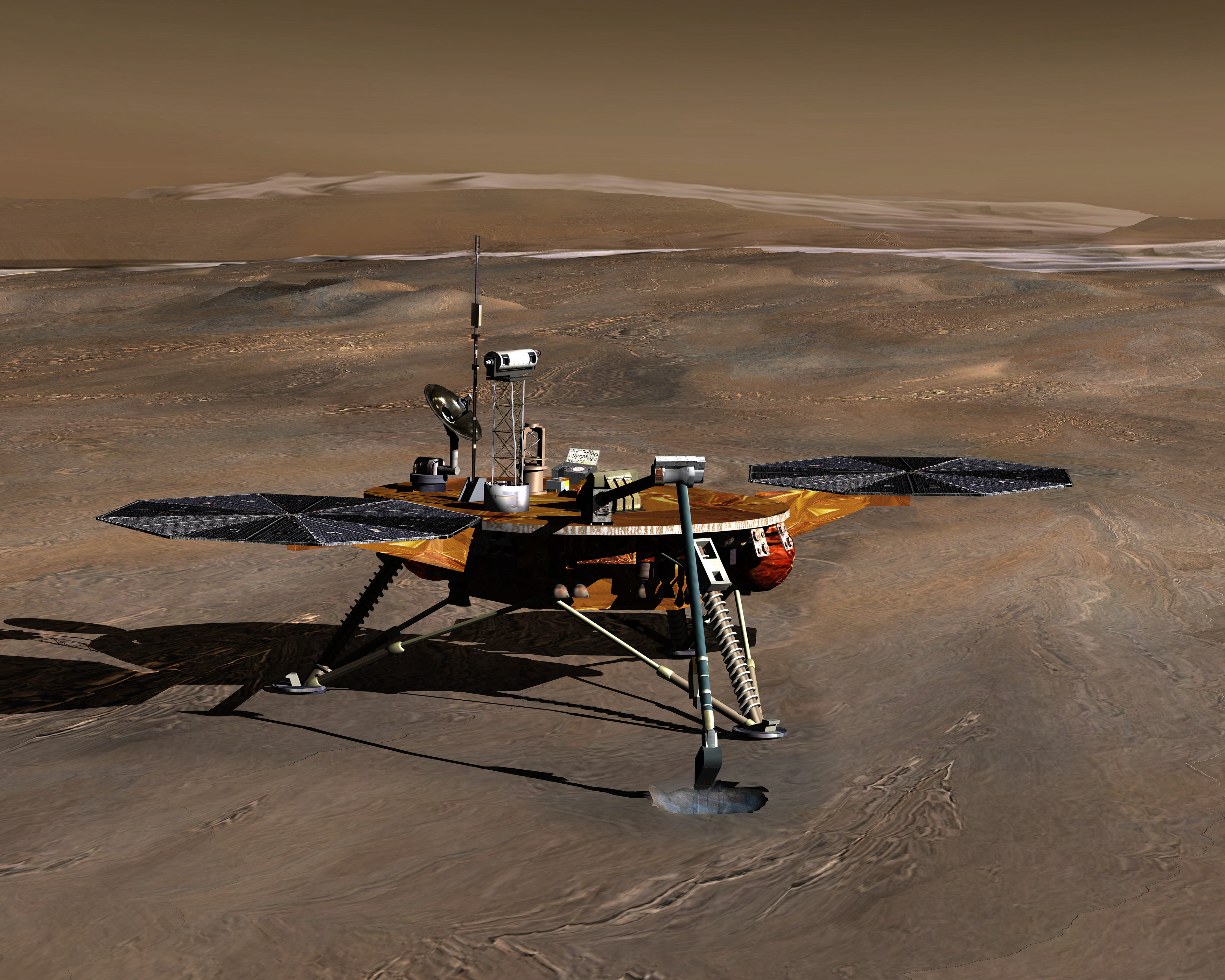
«Фенікс» на Марсі (комп'ютерна графіка).

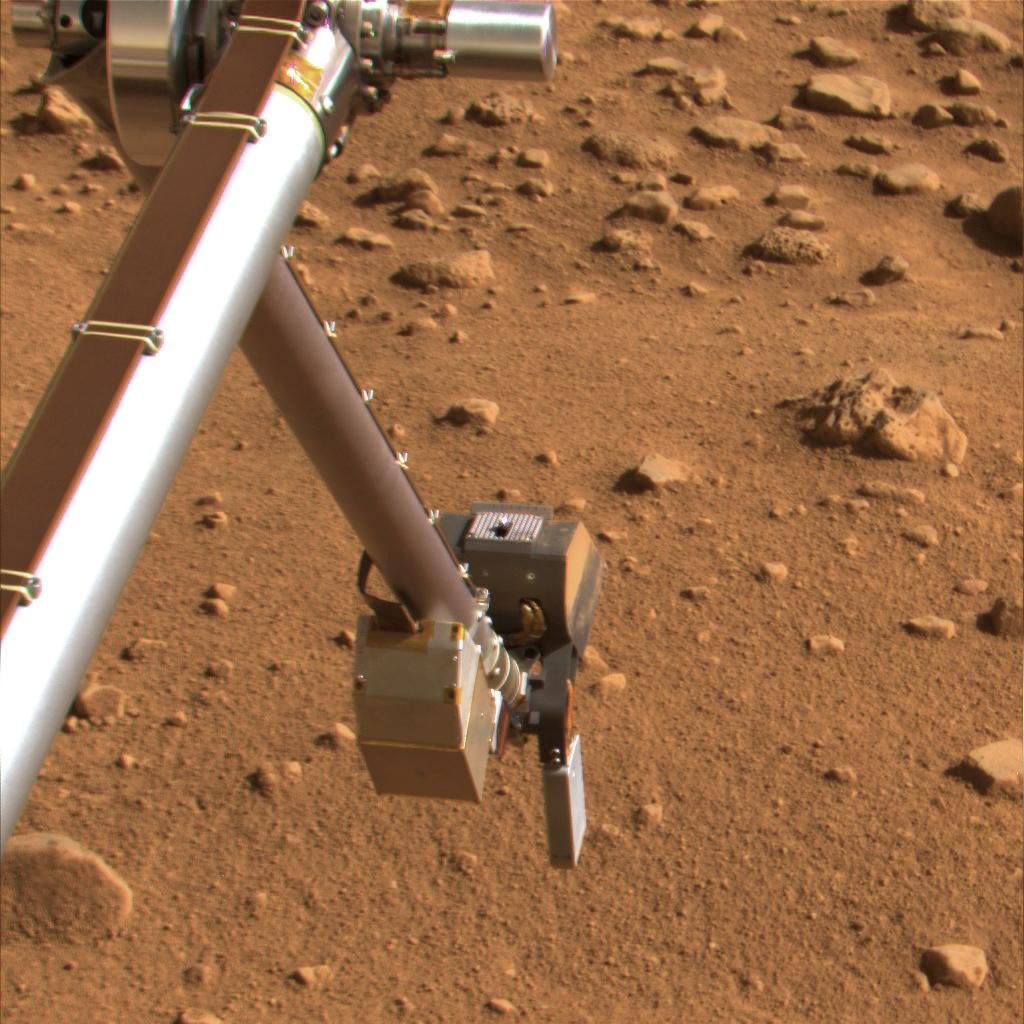

«Фенікс» (англ. Phoenix Mars lander) — космічний зонд НАСА призначений для дослідження планети Марс, який 4 серпня 2007 року був запущений американською ракетою-носієм Delta-II, а 25 травня 2008 року приземлився на Марсі. Зонд є частиною Програми дослідження Марса НАСА, якою передбачено запуск малих дешевших зондів.

## Опис проєкту
Ідея проєкту «Фенікс» сходить до 2002 року, коли орбітальні апарати за допомогою радіолокаційного зондування підтвердили імовірність, що під поверхнею Марса є великі запаси водяного льоду на широких просторах північної півкулі планети.
Експедиція отримала свою назву тому, що народилася «з попелу» проєктів, що не відбулися. Власне, посадковий модуль розроблявся для експедиції Mars Surveyor 2001, яка повинна була включати орбітальний і посадковий модулі. Проте полетів лише перейменований в орбітальний апарат «Марс Одіссей», а посадку було скасовано через невдачі попередниці Mars Surveyor 2001 — Mars Surveyor '98. У 2003 році проєкт «Фенікс» був обраний НАСА з чотирьох альтернативних варіантів місії Mars Competed Scout. Під час створення апарата технологія посадки на поверхню планети була істотно змінена порівняно з більш ранніми проєктами.
Місія «Фенікса» обійшлася НАСА в 420 мільйонів доларів.
Посадковий модуль «Фенікс», насичений складною апаратурою апарат завбільшки 2,5 м і масою 350 кілограмів, покликаний дати відповідь на три ключові питання:
- Чи придатні полярні райони Марса для життя?
- Чи тане там періодично лід?
- Як мінялися погодні умови в зоні приземлення в історично осяжний період?

«Фенікс» має дослідити й інші особливості марсіанського клімату. Головним завданням місії є пошук води на Марсі. Неофіційним гаслом проєкту було «За водою!». Формальними завданнями місії є вивчення геологічної історії води, що є ключем до розуміння кліматичних змін у минулому, і пошук доказу існування «жилої зони» — рідинної фази на межі льоду і ґрунту.

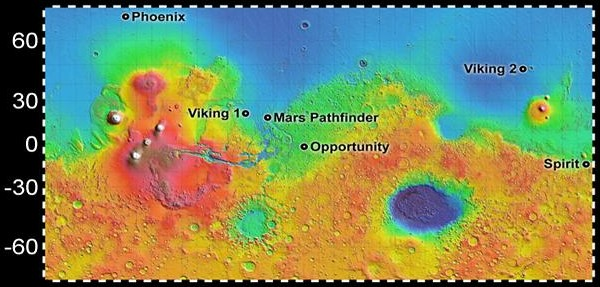

На противагу американським марсоходам, які досліджують геологічну історію Марса, завданням «Фенікса» було взяти зразки, які мають показати активні процеси. Північна льодовикова шапка Марса «дихає», розширюючись або стискаючись залежно від пори року. Учені планують вивчити властивості льоду й обмін води між водяною парою в атмосфері та льодом, замороженим у ґрунті, якщо такий обмін трапиться. Апарату належить буквально «вгризатися» в марсіанський ґрунт. Для цього він оснащений «рукою»-маніпулятором завдовжки 2,3 метра, який зможе дістатися до шарів замерзлої води, що лежать під поверхнею планети, і взяти необхідні проби.
Спочатку наукова програма зонда «Фенікс», що здійснив посадку на Марсі 25 травня 2008 року, була розрахована на три місяці, проте апарат зміг пропрацювати вдвічі довше. Протягом останніх тижнів роботи через пилові бурі та сезонний брак сонячного світла виробок енергії залишався на украй низькому рівні. 27 жовтня батареї «Фенікс» розрядилися, і апарат був переведений в безпечний режим роботи. 30 жовтня і 2 листопада 2008 р. НАСА вдалося здійснити два останні нетривалі сеанси зв'язку.
Загалом у НАСА задоволені місією «Фенікс». Зонд зібрав масу наукової інформації, узяв проби марсіанського ґрунту, зафіксував марсіанський снігопад і виявив в породі кальцієво-карбонатні домішки. Велика частина інформації ще вимагатиме подальшого аналізу.

## Наукові результати

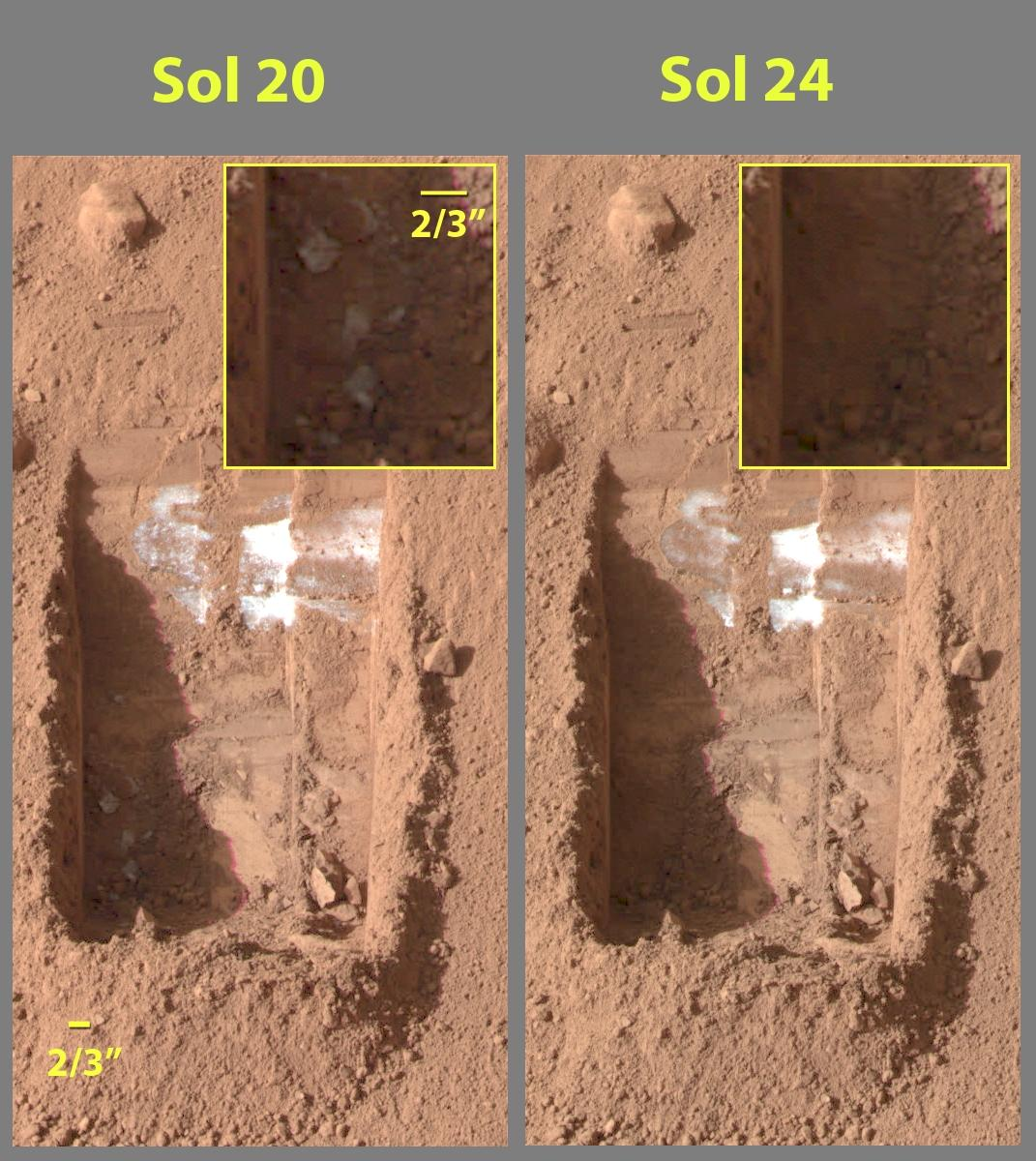
Сублімуючий лід

Головним науковим результатом місії стало виявлення льоду під тонким шаром ґрунту, а також хімічний аналіз ґрунту.
У пробах марсіанського ґрунту виявлено сліди перхлоратів (солі хлорної кислоти). Крім того, «Фенікс» знайшов слідові кількості магнію, натрію, калію і хлору. Відповідно до вимірів, pH ґрунту склав від 8 до 9 одиниць, що відповідає слабколужним земним ґрунтам.

## Підсумки місії та поточний стан
- Місія апарата виконана. Продовження функціонування апарата на наступне марсіанське літо спочатку оцінювалося як малоймовірне, тому вихід його з ладу взимку не був невдачею місії.
- Апарат «Фенікс» знайшов воду на Марсі[1].
- Через погіршення погодних умов батареї апарата розрядилися. У всякому разі, вчені не отримують від нього сигналів з 2 листопада 2008 року, коли відбувся останній короткий сеанс зв'язку «Фенікс» із Землею. 11 листопада «Фенікс» був повністю пошкоджений пиловою бурею.
- Кадри від червня 2010 року, отримані камерою HiRISE[en] з борту Mars Reconnaissance Orbiter, підтверджують, що апарат «Фенікс» не пережив марсіанську зиму і що одна з сонячних батарей зламалася під вагою льоду з вуглекислого газу (сухого льоду)[2].

## Галерея

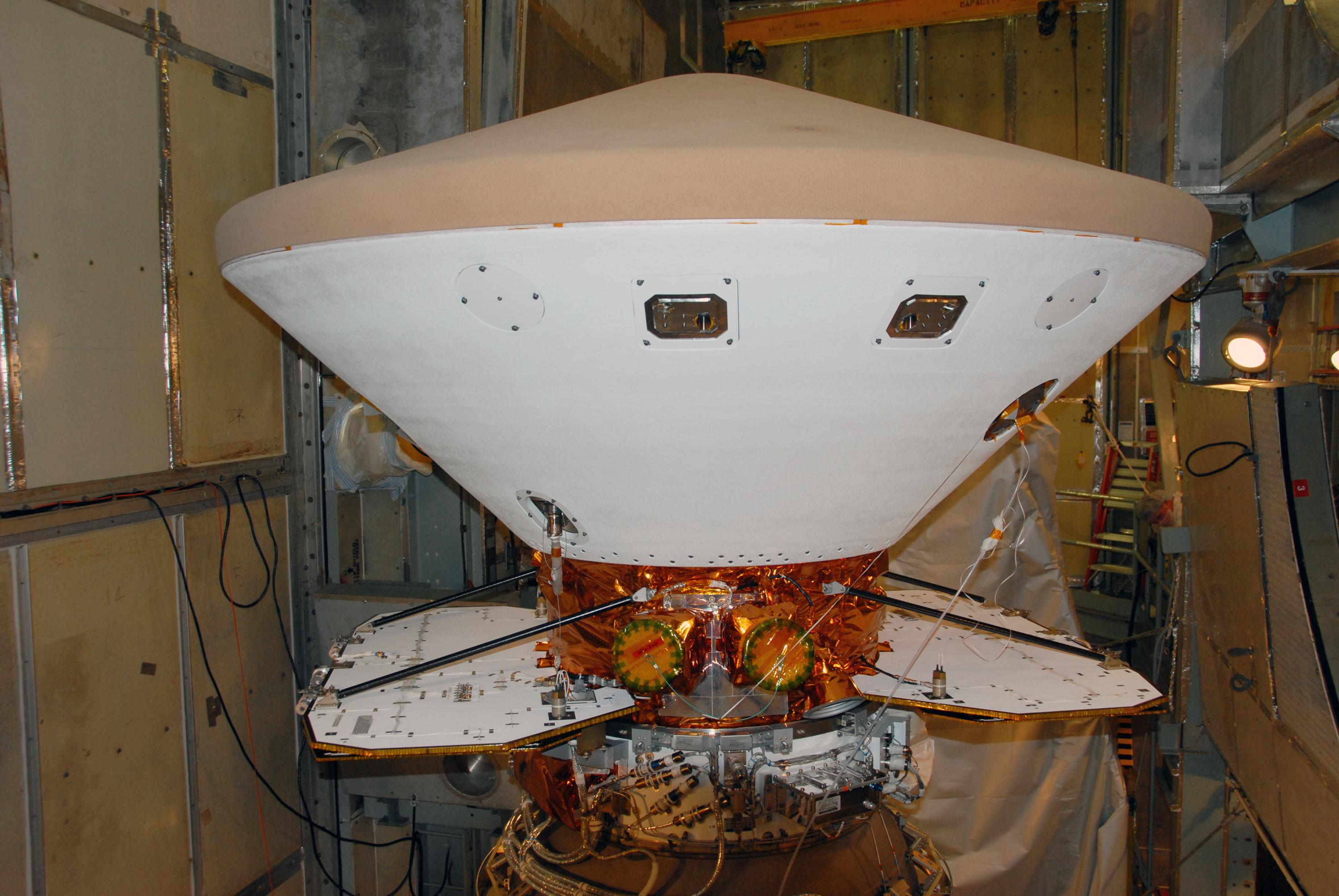
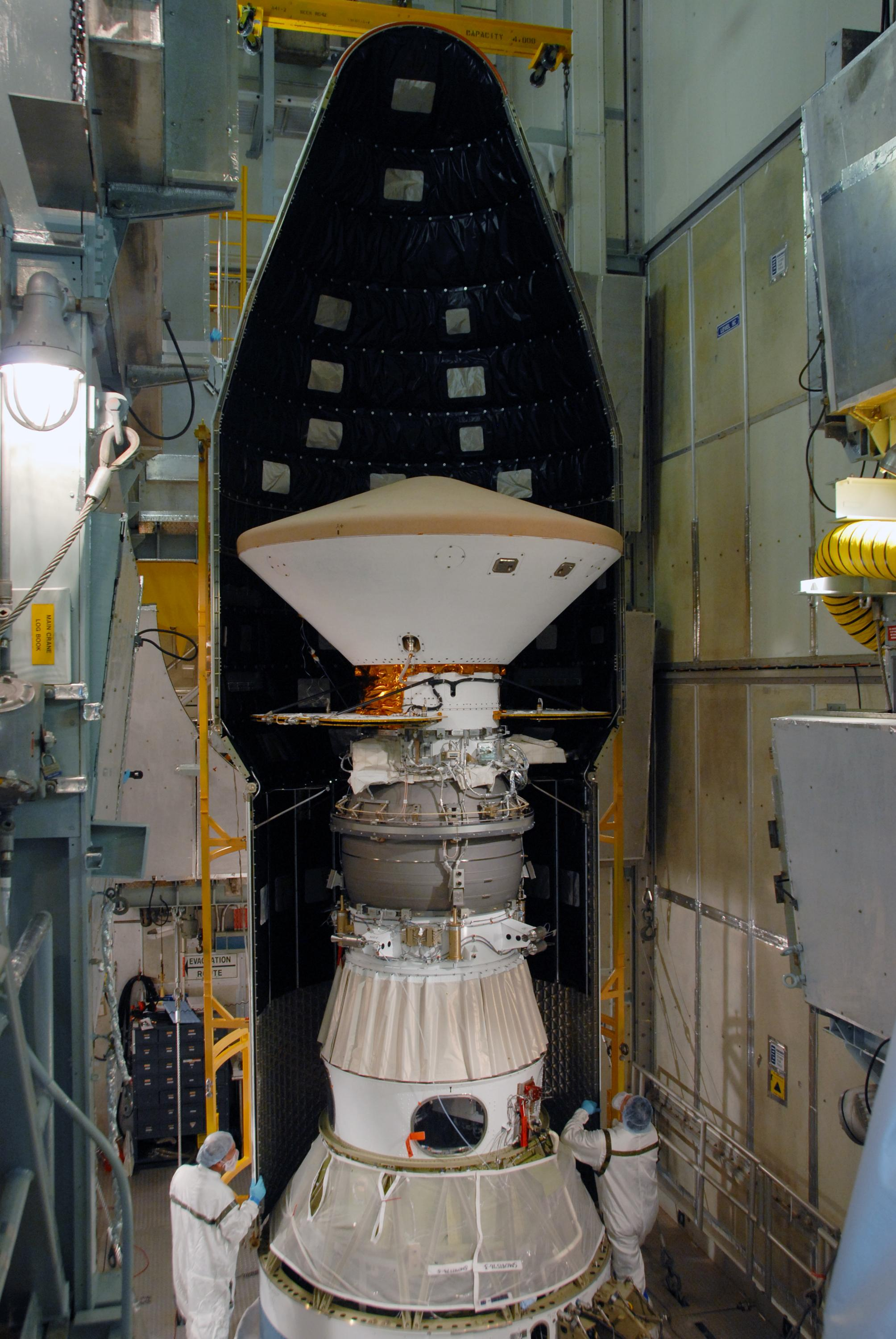
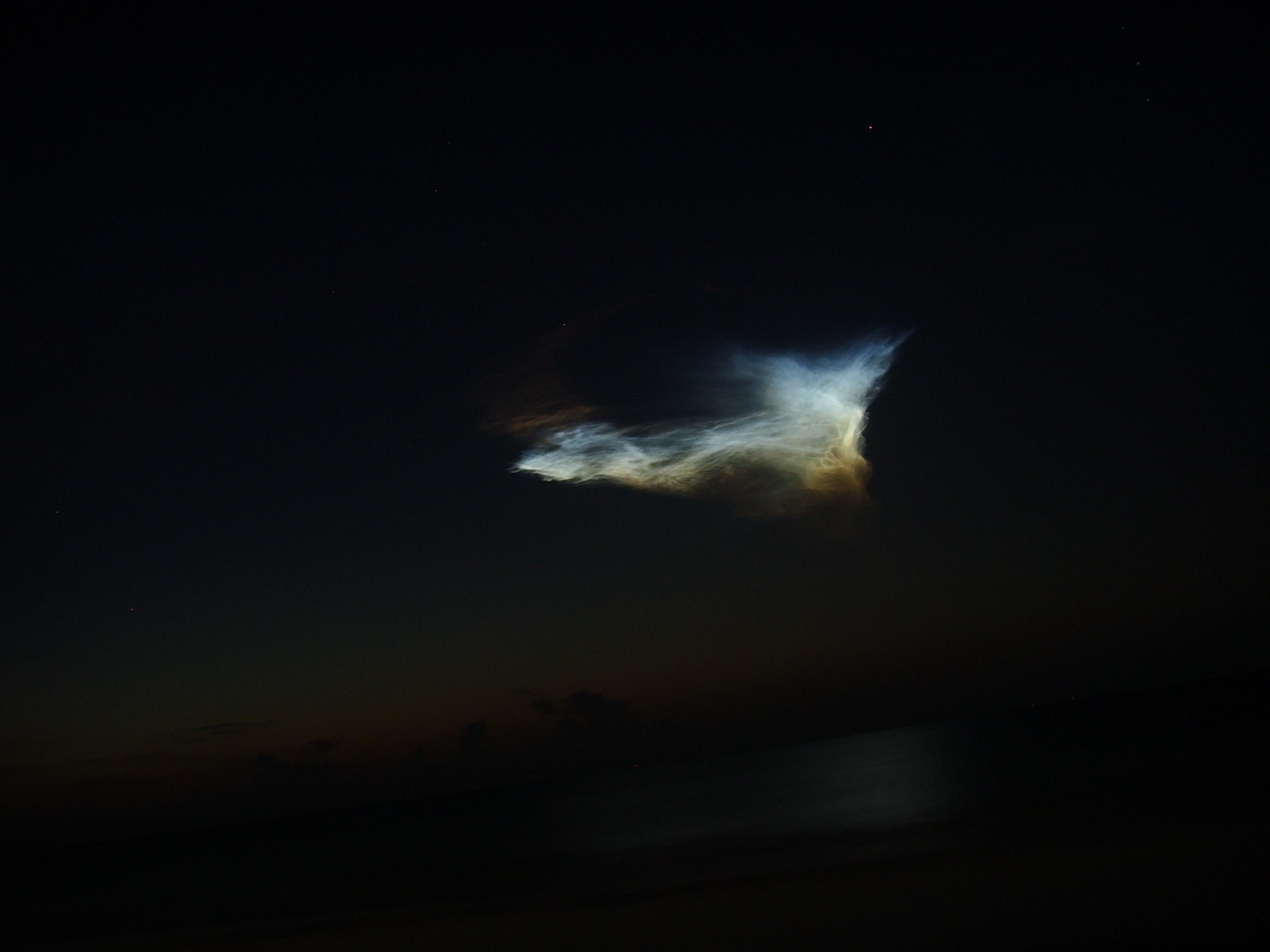
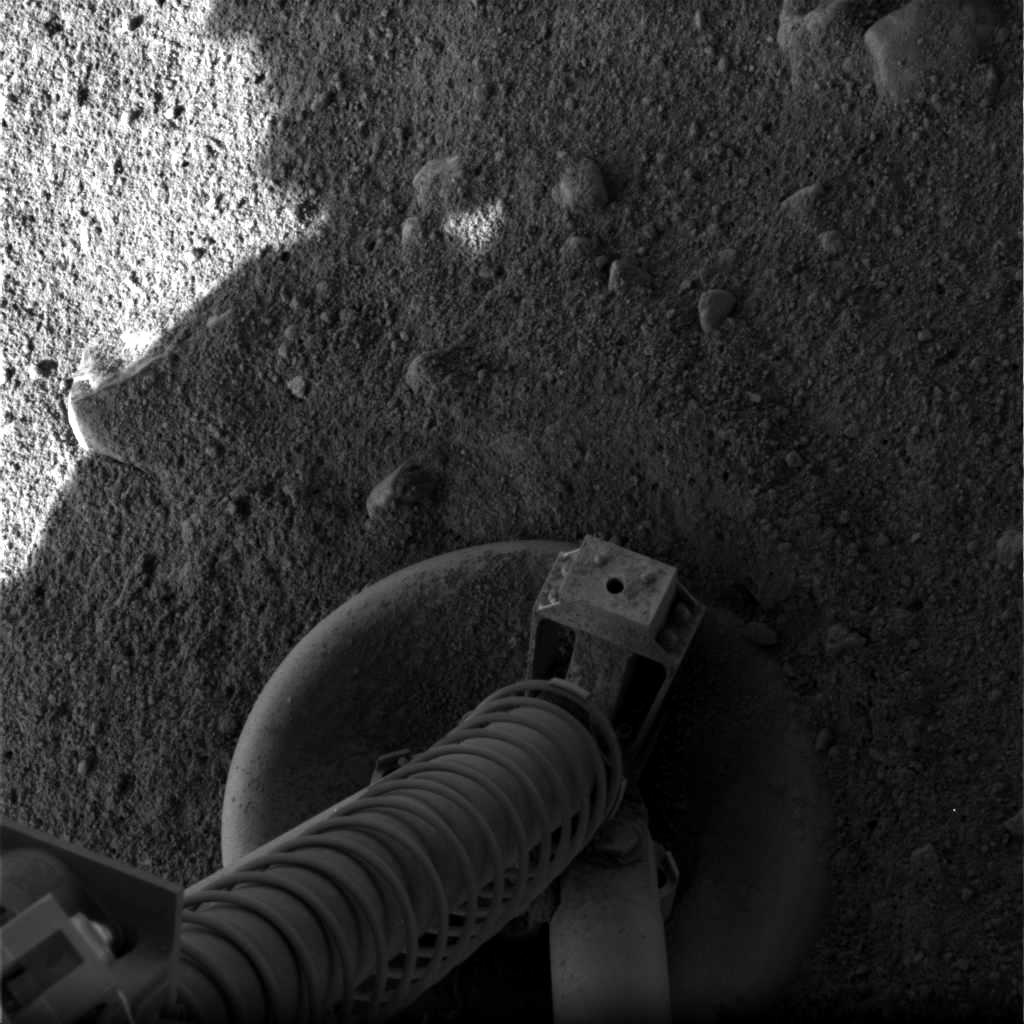
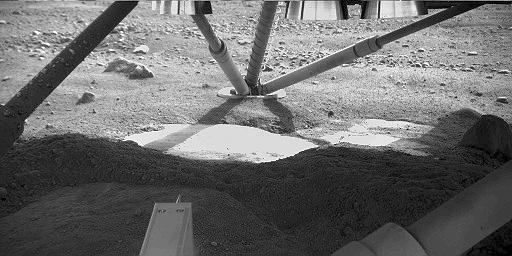
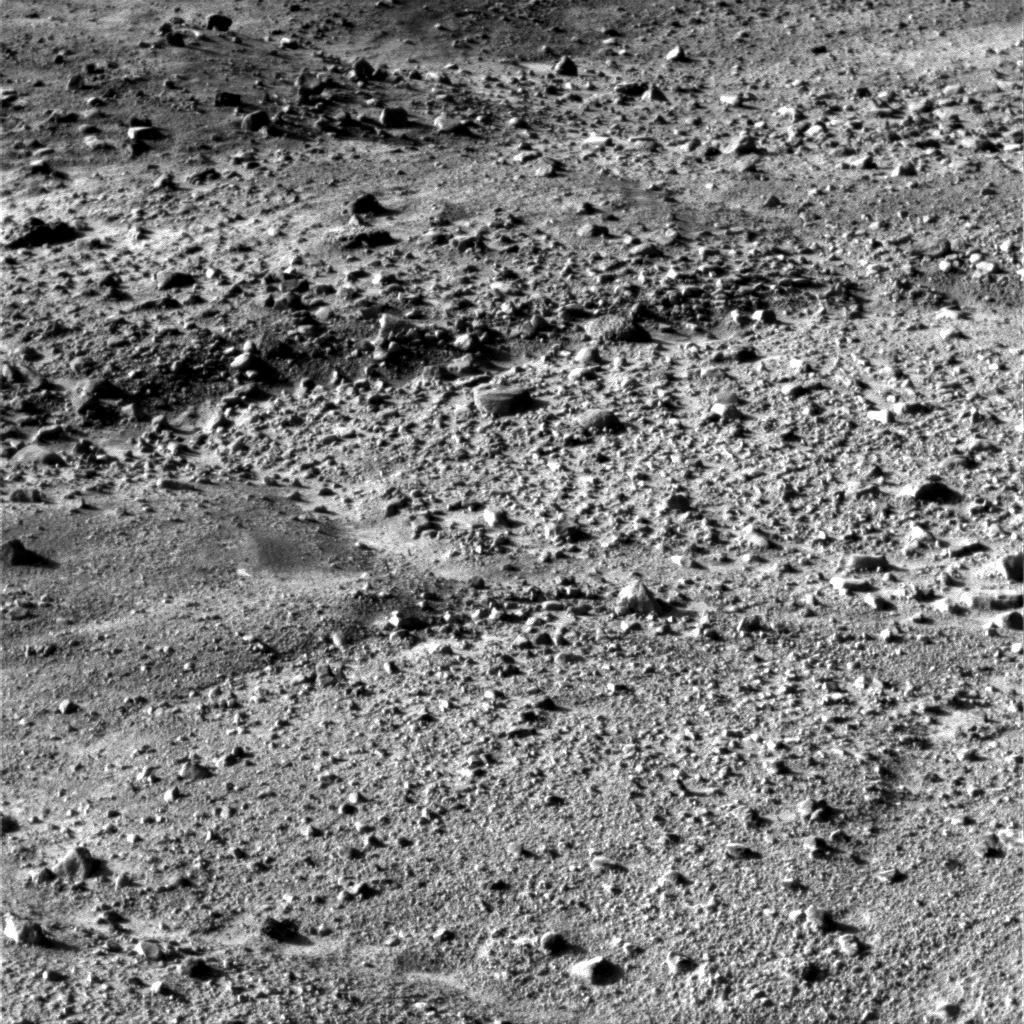
Поверхня Марса.
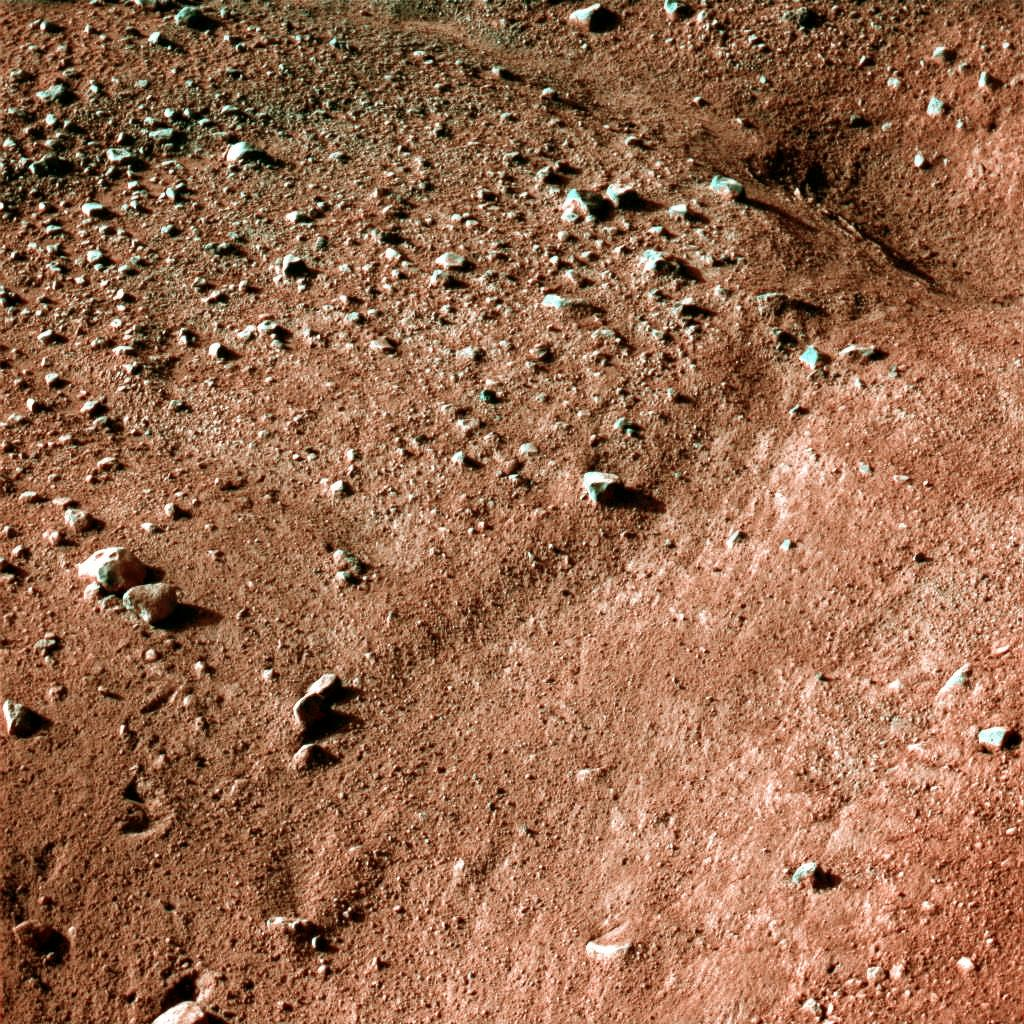
Поверхня Марса.
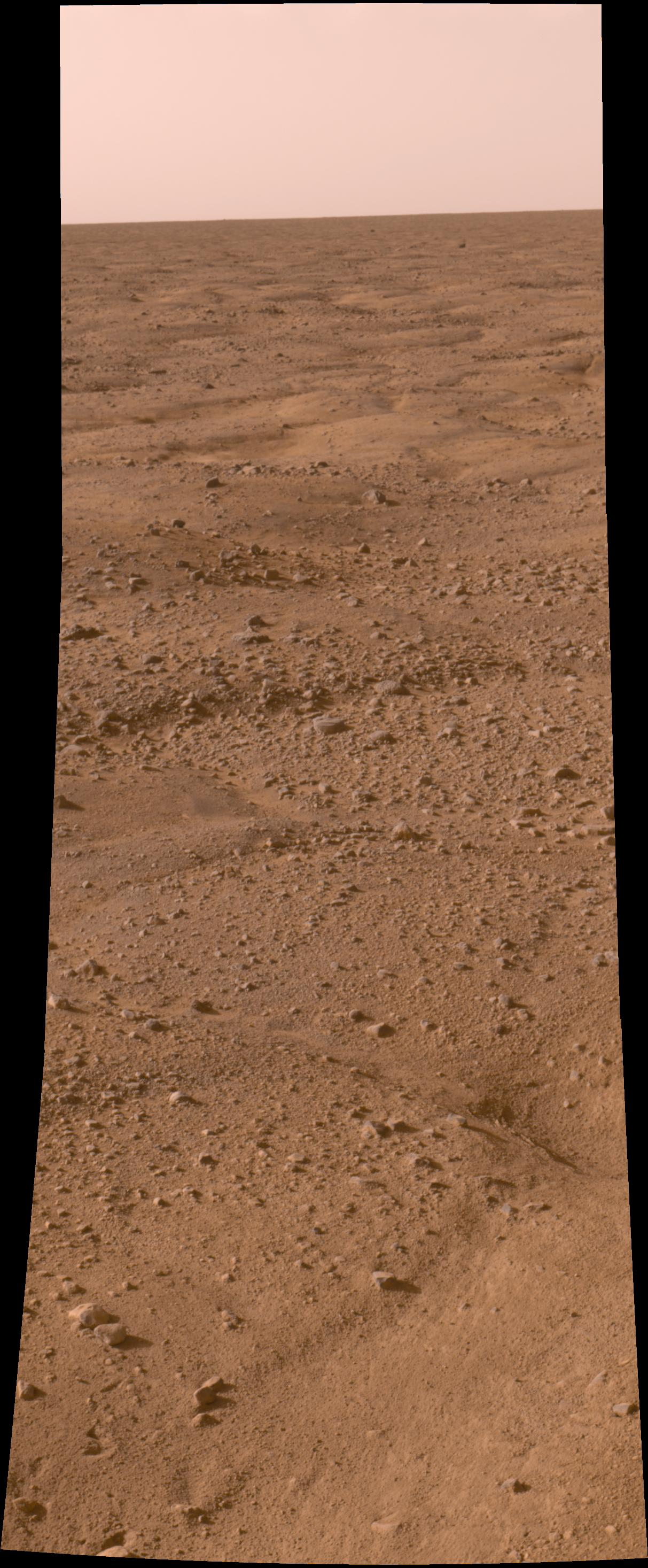
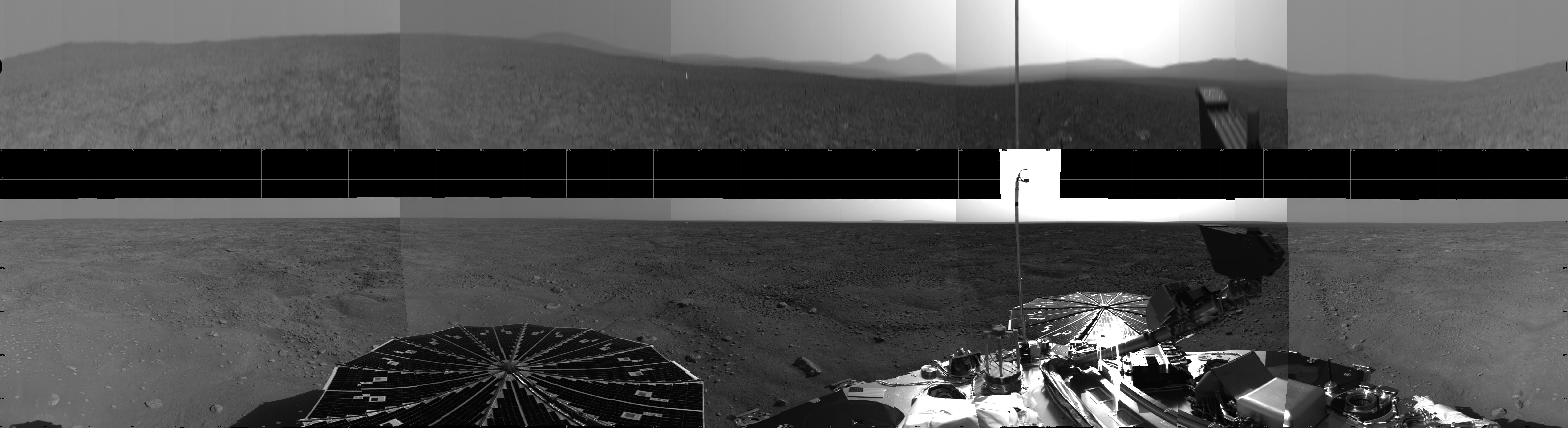
Кругове зображення 360°.